# Магади
Мага́ди (англ. Lake Magadi) — бессточное солёное озеро в Кении. Название озера происходит от слова солёный на языке масаи. Уровень воды подвержен изменениям связанных с сезонными осадками.
Расположено в Восточно-Африканской зоне разломов среди вулканических пород, из которых вытекают горячие солёные источники. На дне озера хемогенным путём образуется слой троны местами толщиной до 40 м, которую уже более 80 лет добывает фирма по производству поташа и поваренной соли «Magadi Soda Company». Высохшие части озёрного бассейна покрыты пластами чистой каменной соли.
В 80 километрах восточнее озера находится пустыня Найири.

## Флора и фауна
Озеро является домом для многих птиц: фламинго, пеликанов, цапель, нильских гусей и орланов-крикунов. Единственный вид рыб Alcolapia grahami обитает в горячей, сильно щелочной воде этого озера. Озеро является также одним из основных мест обитания краснополосого зуйка (Charadrius pallidus).